# (30847) Lampert
(30847) Lampert – planetoida z pasa głównego asteroid okrążająca Słońce w ciągu 5 lat i 77 dni w średniej odległości 3,01 j.a. Została odkryta 13 września 1991 roku w Karl Schwarzschild Observatory w Tautenburgu przez Lutza Schmadela i Freimuta Börngena. Nazwa planetoidy pochodzi od Klausa Lamperta (ur. 1943), amatora krótkofalarstwa o sygnale wywoławczym DK6IP. Została zaproponowana przez Lutza Schmadela, sygnał wywoławczy DK8UH. Przed nadaniem nazwy planetoida nosiła oznaczenie tymczasowe (30847) 1991 RC5.